# Jorge Nocedal
Jorge Nocedal (* um 1952) ist ein mexikanischer Physiker und Mathematiker, der sich mit nichtlinearer Mathematischer Optimierung und numerischer Mathematik befasst.
Nocedal studierte ab 1970 Physik an der Nationalen Universität Mexikos mit dem Bachelor-Abschluss 1974 und danach Mathematik an der Rice University mit der Promotion 1978 bei Richard Tapia (On the method of conjugate gradients for function minimization). Danach war er Assistenzprofessor an der Nationalen Universität Mexikos, 1981 bis 1983 am Courant Institute und ab 1983 Assistant Professor und später Professor in der Fakultät für Elektrotechnik und Informatik der Northwestern University.
2021 erhielt Nocedal den Lagrange-Preis für Stetige Optimierung, 2012 den George-B.-Dantzig-Preis und 2010 den Charles-Broyden-Preis. 2010 wurde er SIAM Fellow. 1998 war er Invited Speaker auf dem Internationalen Mathematikerkongress in Berlin (Nonlinear Optimization: The Interplay Between Mathematical Characterizations and Algorithms). 2017 wurde Nocedal mit dem John-von-Neumann-Theorie-Preis des Institute for Operations Research and the Management Sciences ausgezeichnet. 2020 wurde er in die National Academy of Engineering gewählt. Nocedal wurde als John von Neumann Lecturer 2024 ausgewählt.
2004 gehörte er zu den ISI Highly Cited Researchers. Er ist seit 2010 Herausgeber des SIAM Journal of Optimization.

## Schriften
- mit Stephen J. Wright Numerical Optimization, Springer Verlag 1999, 2. Auflage 2006
- mit D. C. Liu: On the limited memory BFGS method for large scale optimization, Math. Programming, 45, 1989, 503-528
- Updating quasi-Newton matrices with limited storage, Mathematics of Computation, Band 35, 1980, 733-782
- mit P. L. Byrd, M. E. Hribar: An interior point algorithm for large-scale nonlinear programming, SIAM J. Optimization, Band 9, 1999, 877-900
- mit R. H. Byrd, J. C. Gilbert: A trust region method based on interior point techniques for nonlinear programming, Mathematical Programming, 89, 2000, 129-156
- mit J. C. Gilbert: Global convergence properties of conjugate gradient methods for optimization, SIAM J. on Optimization, Band 2, 1992, 21-42
- mit R. L. Byrd, P. Lu, C. Zhu: Algorithm 778: L-BFGS-B: Fortran subroutines for large-scale bound-constrained optimization, ACM Transactions on Mathematical Software, 23, 1997, 550-560